# Rudolf Swoboda
  Rudolf Swoboda junior, né le 4 octobre 1859 à Vienne et mort le 26 janvier 1914 dans la même ville, est un artiste peintre autrichien. Il fut étudiant de Leopold Carl Müller avec qui il voyagea en Égypte en 1880. Il a eu une certaine popularité dans le courant orientaliste. 
En 1886, la reine Victoria du Royaume-Uni lui commanda une peinture d’un groupe d’artisans indiens qui avait été invités à Windsor à l’occasion du Golden Jubilee. La reine apprécia tellement le travail de Swoboda, qu’elle lui paya le voyage en Inde pour qu’ils fassent plus de peintures de ses habitants. En Inde, il rencontra Rudyard Kipling, lequel écrivit une lettre apparemment très critique de  Swoboda.
À son retour d’Inde, il peignit également un portrait d'Abdul Karim, le munshi (traducteur indien) préféré de la reine.

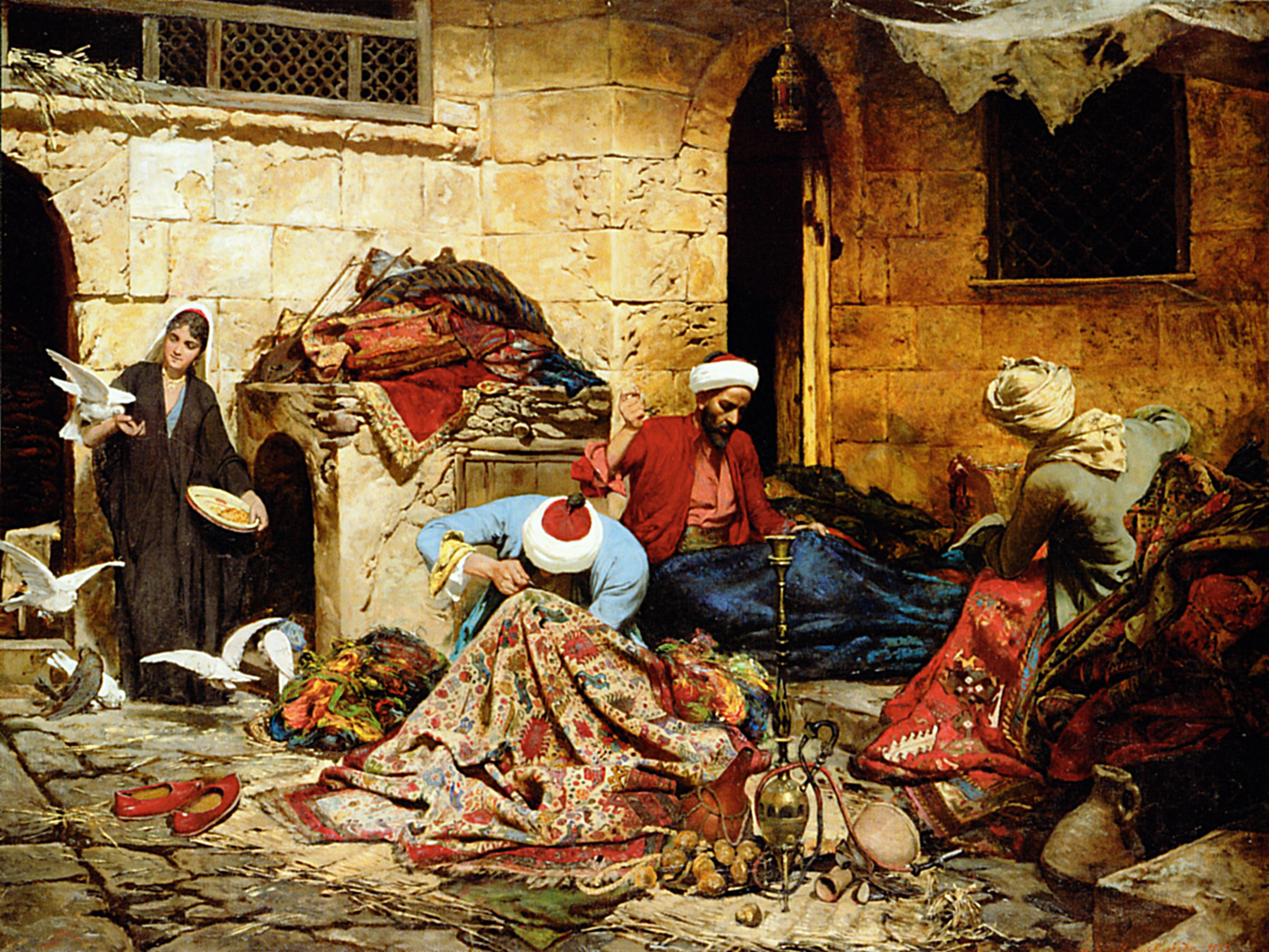
La réparation des tapis.
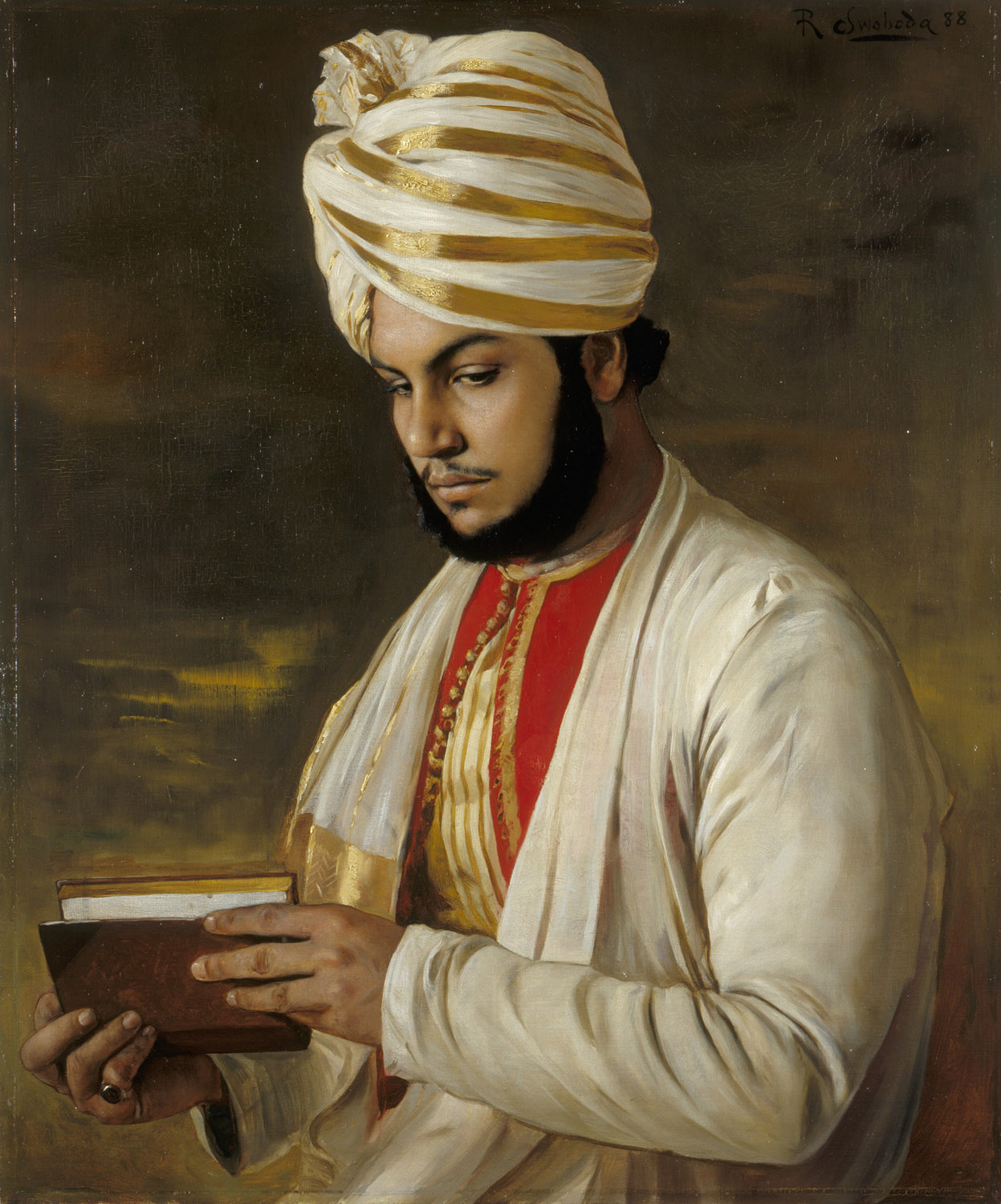
Portait du munshi Abdul Karim
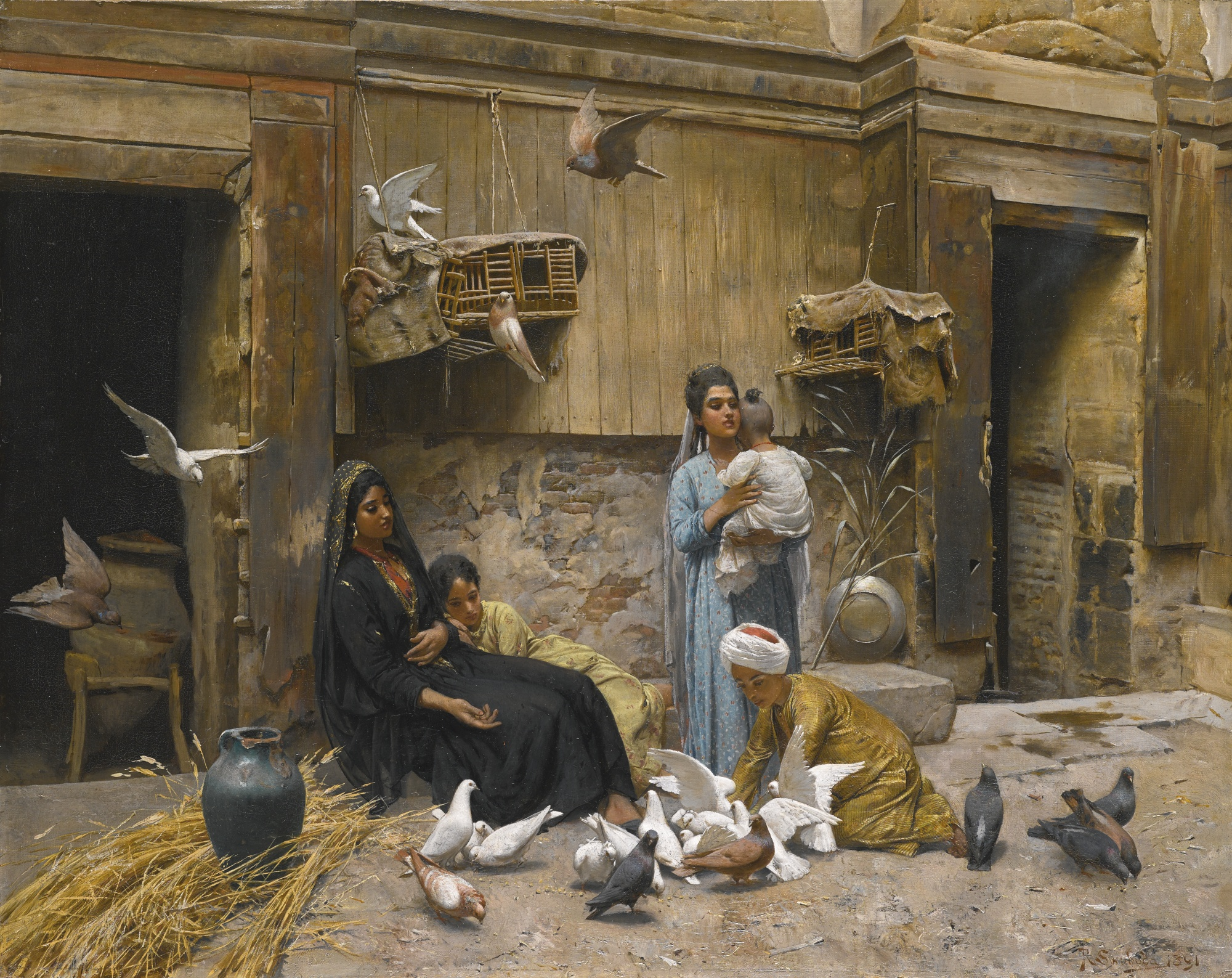
Dans une cour cairote